# Pedaso
Pedaso là một đô thị tại tỉnh Ascoli Piceno ở vùng Marche, cách khoảng 60 km về phía đông bắc của Ancona và khoảng35 km northeast of Ascoli Piceno. Đến thời điểm ngày 31 tháng 12 năm 2004, đô thị này có dân số là 2093 người và diện tích là 3,6 km².
Pedaso giáp các đô thị: Altidona, Campofilone.